# Bursa awatii
Bursa awatii is een slakkensoort uit de familie van de Bursidae. De wetenschappelijke naam van de soort is voor het eerst geldig gepubliceerd in 1949 door Ray.